# 3. ŽNL Osječko-baranjska NS Donji Miholjac 2016./17.
Prvenstvo se igralo trokružno. Ligu je osvojila Viktorija Lacići i time se kvalificirala u 2. ŽNL Osječko-baranjsku NS Valpovo – Donji Miholjac.

## Tablica
| mj. | klub             | ut. | pob | ner | por | gol+ | gol- | bod     |
| --- | ---------------- | --- | --- | --- | --- | ---- | ---- | ------- |
| 1.  | Viktorija Lacići | 18  | 15  | 2   | 1   | 45   | 15   | 47      |
| 2.  | Bočkinci         | 18  | 13  | 1   | 4   | 76   | 32   | 64      |
| 3.  | Ivanovo          | 18  | 12  | 2   | 4   | 54   | 26   | 38      |
| 4.  | Beničanci        | 18  | 10  | 0   | 8   | 52   | 38   | 30      |
| 5.  | Kućanci          | 18  | 4   | 1   | 13  | 32   | 68   | 13      |
| 6.  | Kapelna          | 18  | 4   | 0   | 14  | 30   | 73   | 11 (-1) |
| 7.  | Sveti Đurađ      | 18  | 1   | 2   | 15  | 18   | 55   | 5       |